# Taphaeus praecox
Taphaeus praecox är en stekelart som beskrevs av Charles Thomas Brues 1923. Taphaeus praecox ingår i släktet Taphaeus och familjen bracksteklar. Inga underarter finns listade i Catalogue of Life.